# Pier Filippo Rossi
Pier Filippo Rossi, talvolta indicato come Pierfilippo Rossi (Rimini, 19 febbraio 1974), è un ex cestista, allenatore di pallacanestro e procuratore sportivo italiano.
È figlio di Paolo Rossi, ex cestista e allenatore.

## Carriera
Cresce tra Rimini e le giovanili della Scavolini Pesaro, squadra con cui debutta diciottenne in Serie A1 nel 1992. Con la formazione marchigiana rimane fino al 1998, ad eccezione di una parentesi alla Jcoplastic Napoli nella Serie A2 1994-1995.
In occasione della stagione 1998-1999 torna a Rimini nella sua città natale, con il Basket Rimini, rimanendovi per una stagione nella quale è il playmaker titolare.
Nel 1999 scende in Serie B1 contribuendo alla prima promozione in A2 della storia dello Scafati Basket, ottenuta a seguito delle finali vinte contro Cento. Nei successivi due anni gioca in Serie A2 ma con colori diversi, rispettivamente quelli delle marchigiane Aurora Jesi e Sutor Montegranaro.
Rossi inizia la stagione 2002-2003 nuovamente in B1, questa volta alla Virtus Siena, poi nel gennaio 2003 ritorna a Rimini giocando in Legadue. Con il club riminese inizia anche la stagione 2003-2004, tuttavia nel febbraio 2004 scende in B1 firmando con la Juvecaserta. Quindi ancora Legadue con le esperienze a Ferrara, Trapani e Pavia, intervallate da un paio di apparizioni in Serie A con la Pallacanestro Varese.
Dal 2006 torna a calcare i parquet delle serie minori, con il biennio ad Arezzo e una stagione trascorsa tra Santarcangelo e Castrocaro.

## Palmarès

### Nazionale
- Europei Under-20:

 Slovenia 1994